# Jonathan Haagensen
 (août 2016).
Si vous disposez d'ouvrages ou d'articles de référence ou si vous connaissez des sites web de qualité traitant du thème abordé ici, merci de compléter l'article en donnant les références utiles à sa vérifiabilité et en les liant à la section « Notes et références ».
Jonathan Haagensen (né le 23 février 1983 à Rio de Janeiro) est un acteur brésilien.

## Biographie
Jonathan Haagensen est notamment connu pour son rôle de Cabeleira, un petit braqueur de la cité dans les années 1960 dans le film La Cité de Dieu de Fernando Meirelles (2002). Haagensen a participé à certaines telenovelas telles que Au cœur du péché (2004),, et Paraíso Tropical (2007),,.
En 2009, Haagensen a participé à l’émission de téléréalité dans la 1ère édition de A Fazenda de RecordTV,, il est également célèbre pour faire partie du groupe musical Melanina Carioca,,.

## Filmographie

### Cinéma
- 2002 : La Cité de Dieu de Fernando Meirelles : Cabeleira (Shaggy)
- 2002 : Seja o Que Deus Quiser! de Murilo Salles : Cassú
- 2004 : O Diabo a Quatro : China / João Vítor
- 2006 : Noel: Poeta da Vila : Cartola
- 2006 : O Passageiro - Segredos de Adulto
- 2007 : La Cité des hommes de Paulo Morelli : Madrugadão
- 2009 : Embarque Imediato d'Allan Fiterman : Wagner
- 2010 : Bróder : Jaiminho
- 2015 : Vai que Cola: O Filme de Jeferson De : Marcinho Mangueirão
- 2016 : Mais Forte que o Mundo: A História de José Aldo : Traficante

### Courts-métrages
- 2006 : Hardball
- 2016 : Três Tipos de Medo
- 2018 : Noite de Almirante

### Télévision

#### Séries télévisées
- 2000 : Brava Gente : Madrugadão #1
- 2002-2005 : La Cité des hommes : Madrugadão
- 2004 : A Diarista : Paulão
- 2004 : Au coeur du péché : Dodô
- 2006 : Sob Nova Direção : Djailson
- 2007-2010 : Paraíso Tropical : Cláudio
- 2008 : Os Mutantes : Miguel Ângelo
- 2016 : Me Chama de bruna : JR (José Ricardo Júnior) / JR
- 2017 : Pacto de Sangue : Trucco
- 2018 : O Mecanismo